# Caza trágica
Caza trágica (Caccia tragica) es una película dramática italiana de 1947 dirigida por Giuseppe De Santis y con actuación principal de Vivi Gioi, Andrea Checchi y Carla Del Poggio. Formó parte de la ola cinematográfica de posguerra del neorrealismo italiano. Fue uno de las dos producciones del movimiento ANPI junto a Il sole sorge ancora del año anterior. Michelangelo Antonioni y Carlo Lizzani escribieron el guion. 

## Sinopsis
Después de la Segunda Guerra Mundial, en Emilia-Romagna, una cooperativa ha sido fundada por campesinos. La guerra ha destruido el país. Un grupo de bandidos, con la excolaboradora nazi Daniela, conocida como 'Lili Marlene' (Vivi Gioi), roba el camión donde viaja el dinero de la cooperativa. Todos los campesinos buscan a los ladrones en una trágica cacería.

## Reparto
- Vivi Gioi: Daniela ('Lili Marlene').
- Andrea Checchi: Alberto.
- Carla Del Poggio: Giovanna.
- Massimo Girotti: Michele.
- Vittorio Duse: Giuseppe.
- Checco Rissone: Mimì.
- Umberto Sacripante: el hombre cojo.
- Folco Lulli: el granjero.
- Michele Riccardini: el maresciallo.
- Eugenia Grandi: Sultana.
- Piero Lulli: el conductor.
- Ermanno Randi: Andrea.
- Enrico Tacchetti: el contable.
- Carlo Lizzani: el viejo del discurso.

## Premios y distinciones
Festival Internacional de Cine de Venecia
| Año  | Categoría           | Galardonado        | Resultado |
| ---- | ------------------- | ------------------ | --------- |
| 1947 | Mejor film italiano | Giuseppe De Santis | Ganador   |